# Filialkirche hl. Jakob (Mellach)

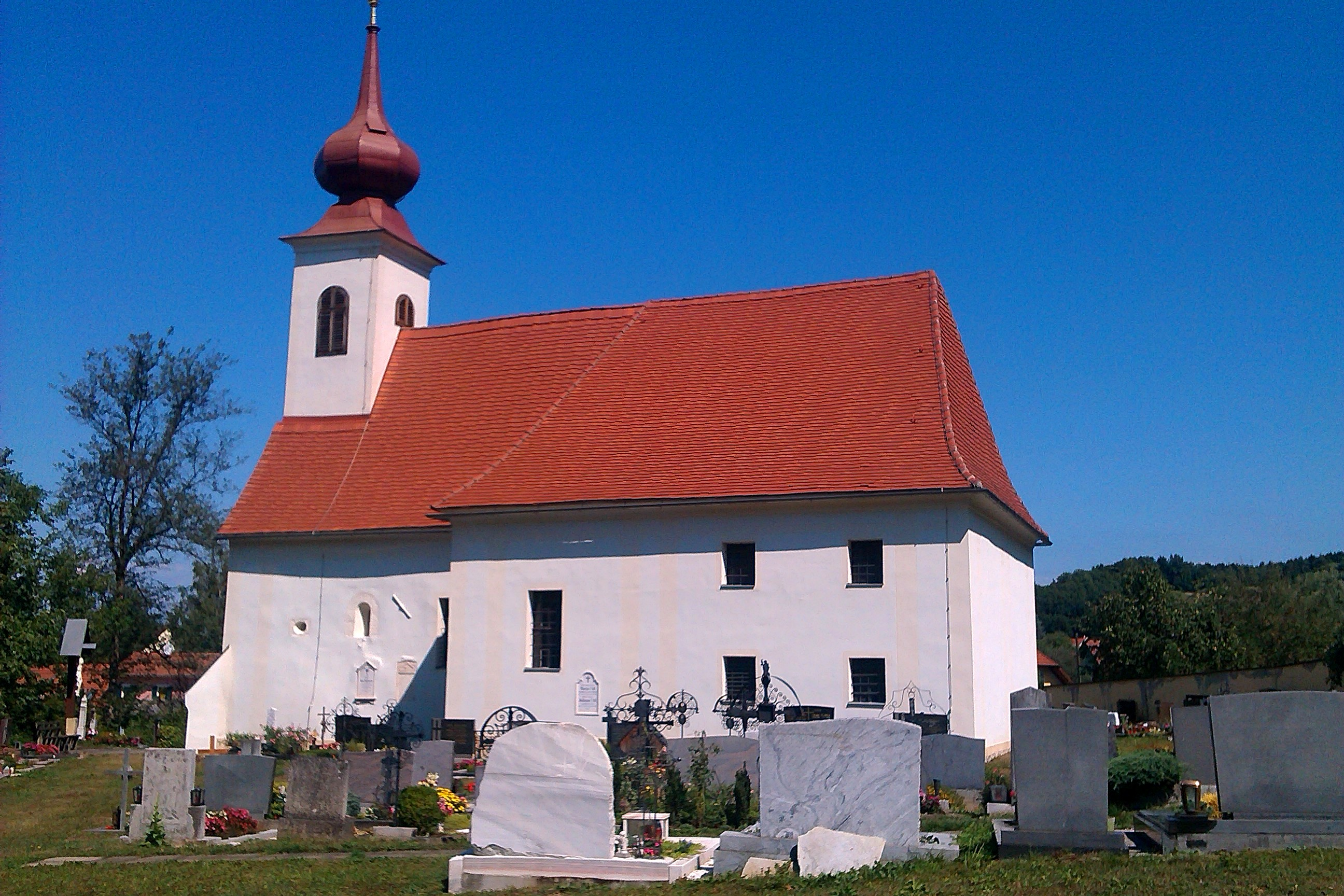
Filialkirche hl. Jakob in Enzelsdorf bei Mellach

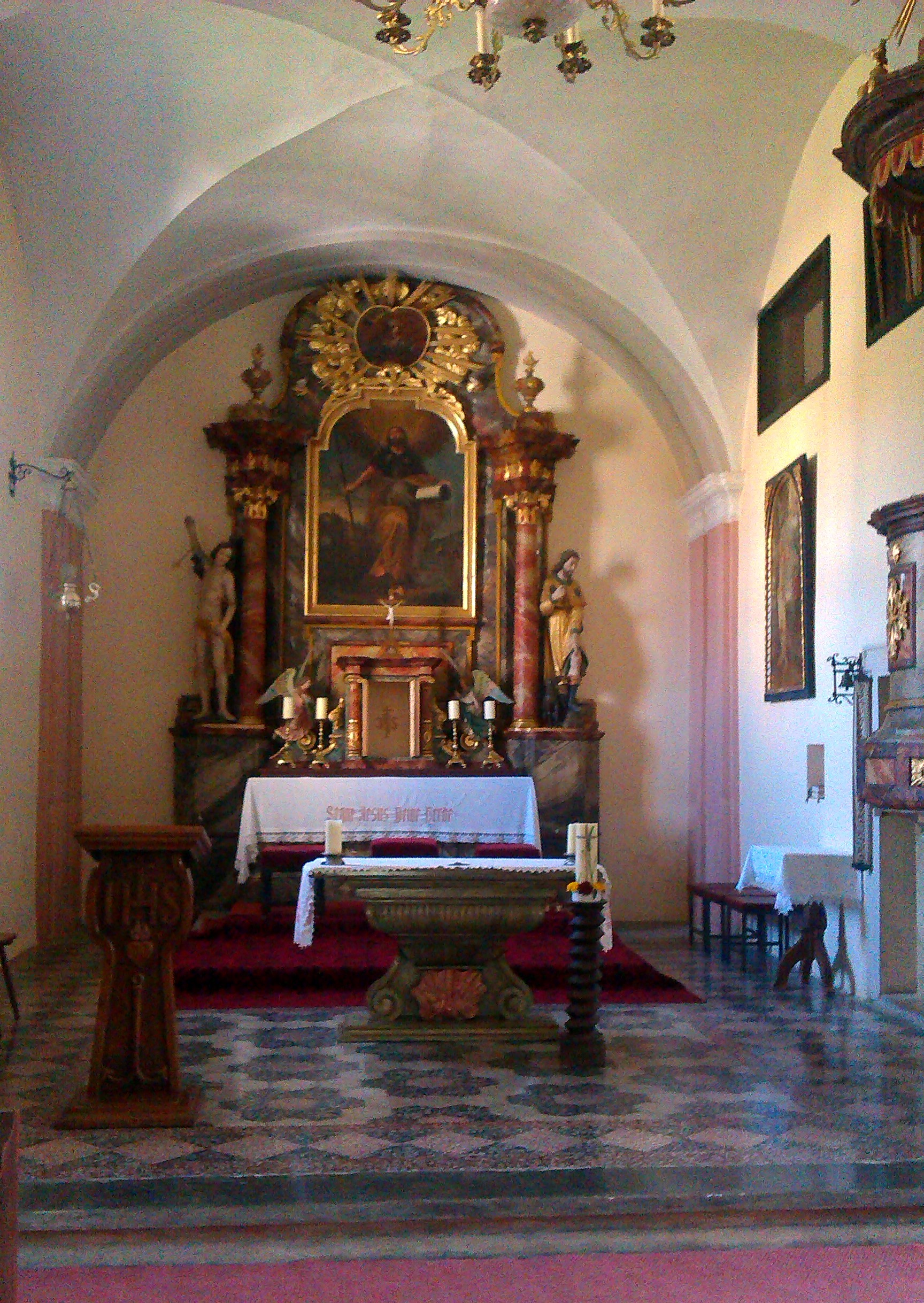
Altarraum mit Hochaltar

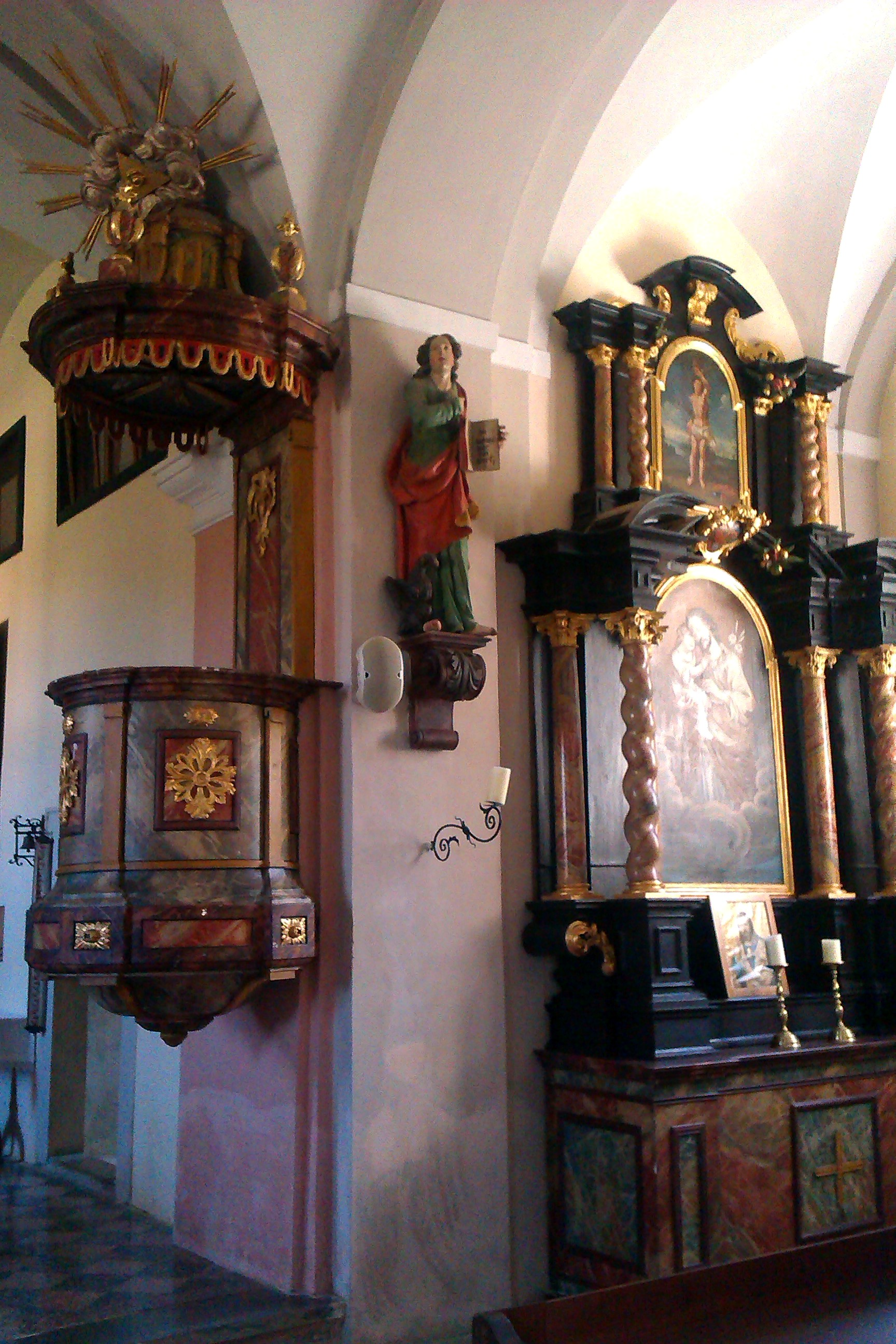
Kanzel und Seitenaltar

Die Kirche hl. Jakob ist eine römisch-katholische Filialkirche in der Gemeinde Fernitz-Mellach in der Steiermark. Sie gehört zur Hauptkirche Maria Trost in Fernitz-Mellach. Ihre Geschichte geht bis auf die Mitte des 12. Jahrhunderts zurück, womit sie zu den ältesten Kirchenbauten in der Steiermark zählt. Ihre heutige Erscheinungsform erhielt sie in der zweiten Hälfte des 17. Jahrhunderts.

## Geschichte
Der erste urkundliche Nachweis für ein Kirchengebäude stammt aus dem Jahr 1152. Luidold von Gutenberg zeichnet für die Erbauung verantwortlich. Anno 1698 ließ Joseph Amand von Grünbach unter Einbeziehung älterer Mauerteile des Langhauses an diesem Standort die heutige Kirche erbauen. 1979 erfolgte eine Gesamtrenovierung.

## Beschreibung
Die Außenfassade der barocken Kirche ist durch Putzpilaster untergliedert. In die Mauer wurden ein römischer Inschriftenstein aus dem Jahr 100 sowie mehrere Grabsteine aus der Zeit zwischen 1552 und 1737 eingemauert. Die Westmauer des Baues hat an den Ecken Stützpfeiler. Auf ihr ist der Fassadenturm mit Zwiebelhelm aufgesetzt. Im Turm hängt eine von F. Streckfuß im Jahr 1700 gegossene Glocke. Den gesamten Kirchenbau umgab ursprünglich eine niedrige Friedhofsmauer. Im südöstlichen Teil steht auch heute noch eine Kapelle aus der Zeit um 1700.
Das dreijochige Langhaus wird von einem, auf Doppelpilastern sitzenden, doppelgürtigen Kreuzgratgewölbe überspannt. Während der 1979 durchgeführten Restaurierungsarbeiten wurden an der südlichen Mauer des Langhauses zwei romanische Fenster, davon ein Rundfenster, sowie ein spätgotischer Kragsturzbogen freigelegt. Die Restauratoren entdeckten an der nördlichen Mauer ein kleines, um 1500 erbautes Schulterbogenportal im Stil der Spätgotik. Auf der Höhe des dritten Joches ist der rechteckige Chor angebaut. An seiner Südseite schließt die zweijochige und kreuzgratgewölbte Sakristei mit darüber liegenden Oratorium an. Auch zweigen kurze, gleich hohe Seitenarme vom Langhaus ab.
Das Altarblatt des Hochaltars stellt den heiligen Jakob dar. Das Bildnis stammt wie die Kanzel aus dem letzten Viertel des 18. Jahrhunderts. Der südliche Kapellenaltar ist aus der Zeit um 1700 und der nördliche aus jener um 1720. Die Figuren der vier Evangelisten auf den Konsolen stammen aus der Zeit um 1700. Im südlichen Seitenarm der Kirche liegt die Grabplatte von Joseph Amand Grünbach von Weissenegg aus dem Jahr 1696, mit einer Bauinschrift und der Jahreszahl 1698 versehen. Ein Sakristeischrank aus dem Ende des 17. Jahrhunderts ist Teil der Kircheneinrichtung. Die Orgel wurde 1894 von Mathäus Mauracher geschaffen.